# Masterplan (album)
Masterplan – debiutancki album szwajcarskiej piosenkarki Stefanie Heinzmann. Został wydany przez Universal Music Domestic 7 marca 2008 roku. Album dotarł do top10 w Austrii i Niemczech oraz zadebiutował na podium w Szwajcarii, gdzie otrzymał status złotej płyty, czyli sprzedano ponad 15 tysięcy egzemplarzy.

## Album

### Lista utworów
1. Masterplan (Steve Lee, Hannah Robinson, James Manners, Silje Haugum Nymoen) - 3:22
2. My Man Is a Mean Man (Tommy Tysper, Marcus Sepehrmanesh, Pauline Oloffson) - 3:33
3. Like a Bullet (Niara Scarlett, Jens Bergmark, Henrik Korpi, Mattias Franzen) - 2:28
4. Can't Get You Out of My System () - 3:15
5. I Betcha She Doesn't Feel It (Blair MacKichan) - 2:57
6. Don't Call This Love (Chris Braide, Carl Falk, Bryn Christopher) - 2:59
7. Revolution (Joby Baker, Alexandria Malliot, Amanda Malliot) - 2:42
8. Free Love (Negin, Jay Jay, Goldie) - 3:06
9. If I Don't Love You Now (Will Simms, Stuart Pridel) - 3:06
10. Painfully Easy (Andreas Jensen, Julia Coles) - 4:39
11. Best Thing You Ever Did (Diane Warren) - 3:25
12. Only So Much Oil in the Ground (featuring Tower of Power) (Emilio Castillo, Stephen Kupka) - 3:27
13. Do Your Thing (Dean Krippaehne) - 2:26
14. Xtal (Stefanie & Claudio Heinzmann) (S. Heinzmann, C. Heinzmann) - 3:14

### Muzycy
- Chris Bruce - gitara basowa
- Earl Harvin - cymbały, perkusja
- Vanessa Mason - wokal wspierający
- Paul Nza - różne
- Marek Pompetzki - różne
- Kim Sanders - wokal wspierający
- Sebastian Studnitzky - brass
- Tobias Thiele - gitara

### Produkcja
- Inżynieria dźwięku: Marek Pompetzki, Paul NZA
- Miksowanie: Marek Pompetzki
- Oprawa graficzna: Reinsberg.de
- Zdjęcia: Michael Zargarinejad

## Odbiór

### Listy tygodniowe
| Lista                             | Kraj/Region | Pozycja | Status      |
| --------------------------------- | ----------- | ------- | ----------- |
| Ö3 Austria Top 40                 | Austria     | 5       | —           |
| Media Control Charts              | Niemcy      | 3       | —           |
| Billboard European Top 100 Albums | Europa      | 8       | —           |
| Schweizer Hitparade               | Szwajcaria  | 1       | złota płyta |

### Certyfikaty
- W 2008 roku album zdobył w Szwajcarii certyfikat platynowej płyty[9]

- W 2009 roku ten sam certyfikat zdobył w Niemczech[10]